# Federrico
Federrico es una serie de televisión de comedia venezolana producida y transmitida por Radio Caracas Televisión en Venezuela en 1982. Es un spin-off (aunque de manera no oficial) de la serie El Chavo del 8. Fue protagonizada por los actores cómicos mexicanos Carlos Villagrán y Ramón Valdés, así como por los venezolanos Simón García, Honorio Torrealba, Maribel Ponte y Nancy Soto. En la dirección, también participó Villagrán.

## Historia
El personaje de Villagrán era casi idéntico a Quico, que era su personaje en la serie El Chavo, con cambios mínimos como el nombre y elementos del vestuario, esto debido a una disputa con Chespirito sobre el personaje, un patrón que se repite con la también actriz de El Chavo, María Antonieta de las Nieves. Además, el personaje de Don Moncho Valdez es idéntico al de Don Ramón, interpretado por Valdés, aunque éste abandonó el programa después de sólo una temporada.
Esta pequeña saga fue el proyecto televisivo de mayor éxito de Carlos Villagrán fuera de México, siendo realizado en Venezuela por RCTV. Fuera de esto, gran parte de los temas también tuvieron éxito en el público en general. Un spin-off de la serie fue producido en 1983 bajo el nombre de "Las nuevas aventuras de Federrico". En 1986, también se hizo otro spin-off bajo el nombre Kiko Botones, sin embargo, fue cancelado debido a los problemas legales de cada actor.
En el 2009 Federrico fue transmitido por RCTV Internacional los sábados en el horario de las 8:00 a. m. Actualmente la serie está disponible por la plataforma digital y canal de YouTube.

## Argumento
Federrico se involucra en aventuras divertidas en la escuela o en el barrio junto con sus amigos. Muchas veces él vuelve loco a su vecino, Don Moncho y su madre, Doña Carlota. Federrico está también enamorado de su maestra Milagros, una dama muy hermosa.

## Caracterizaciones
En muchos aspectos, la serie copió e hizo parodia de muchos de los característicos personajes del programa del Chavo del Ocho, (menos el de Godínez y Doña Cleotilde) adaptándolos a otro tipo de ambiente y cambiando sus nombres. 
El carácter de Villagrán fue casi idéntico al conocido de Quico, que fue su papel en esa serie mexicana. El único cambio notable es su nombre (escrito con "K" por problemas legales con el uso del nombre). 
De igual forma, la caracterización de Valdés también es idéntica a la del clásico personaje de El Chavo del 8, "Don Ramón", más en este caso no tiene hijos. Los escenarios y el carácter del resto de personajes resultan bastante similares: el personaje de Doña Carlota (la madre de Federrico) es igual que el de Doña Florinda (la madre de Quico), el de Pichicho igual que el de Ñoño, el de Marucha igual que el de la Chilindrina, el de Patty igual que el de la Popis y el de Yoyo (el niño vagabundo) igual que el del Chavo. 
Don Salomón, el padre de Pichicho y quien está enamorado de Doña Carlota, no actúa como el típico profesor Jirafales, pero si usa una vestimenta casi idéntica y siempre que Doña Carlota y él se ven, se quedan en una situación similar a la del Profesor Jirafales con Doña Florinda; es también el dueño de la vecindad donde se desarrolla la trama y es más o menos similar al Señor Barriga (el padre de Ñoño), pero más delgado.
También se puede ver a la maestra Milagros, quien dicta clases en el escenario de la escuela (igual que el Profesor Jirafales) y a su vez tiene cierto aire al de Gloria (la tía de Patty y  vecina del departamento 23 en la vecindad del Chavo). Igualmente, viene a ser la tía de Marucha. Es pretendida por Don Moncho.